# Abumatic
Abumatic är en serie inkapslade haspelrullar som introducerades i katalogen Napp och Nytt av AB Urfabriken 1957. De första modellerna kallades 30 och 60. Under åren 1957–1983 tillverkades serien i Svängsta. Nu tillverkas serien utomlands.